# Miguel Candel Sanmartín
Miguel Candel Sanmartín   (Barcelona, 3 de gener de 1945) és un filòsof, professor universitari i traductor català.

## Biografia
Miguel Candel va obtenir la llicenciatura en Filosofia i Lletres el 1967 i un doctorat en Filosofia per la Universitat de Barcelona (UB) el 1976 amb una tesi sobre la lògica d'Aristòtil. Va ser professor no numerari d'Història de la Filosofia Antiga a la UB des de 1971 fins al 1977 i professor de grec a l'ensenyament secundari fins al 1988. Posteriorment, obtingué la plaça de professor titular d'Història de la Filosofia Antiga i Medieval a la Facultat de Filosofia de la UB des de 1992 fins al 2015. Va ser al seu torn director de Departament d'Història de la Filosofia, Estètica i Filosofia de la Cultura de la UB de 2004 a al 2012. Actualment és professor emèrit de la mateixa universitat.
S'ha especialitzat en filosofia antiga i medieval i ha traduït diverses obres d'autors clàssics, especialment d'Aristòtil. Ha estudiat la tradició gnoseològica aristotèlica des de l'Edat antiga fins al Renaixement i la seva influència en la filosofia moderna. A més de la seva carrera docent, ha exercit la seva tasca com a traductor a la Secretaria General de les Nacions Unides a Nova York, a l'Organització de les Nacions Unides per al Desenvolupament Industrial a Viena, així com en la Comissió Europea a Luxemburg.

## Obra publicada
- Metafísica de cercanías (2004)
- Tiempo de eternidad. Reflexiones sobre y desde la filosofía antigua (2013)
- Derechos torcidos: conversaciones sobre el "derecho a decidir", la soberanía, la libre determinación y la España federal, 2017, amb Salvador López Arnal. ISBN 9788416995264.
- Ser y no ser. Crítica de la razón narcisista (2018)